# Marion Clignet
Marion Clignet (n. 21 februarie 1964, Chicago, Illinois, SUA) este o ciclistă franceză, medaliată olimpică. A participat la 3 ediții ale Jocurilor Olimpice (1992, 1996, 2000) în care a câștigat două medalii de argint.